# Meike Strydom
Meike Strydom (* 25. August 2000) ist eine südafrikanische Kugelstoßerin, die auch im Diskuswurf an den Start geht.

## Sportliche Laufbahn
Erste internationale Erfahrungen sammelte Meike Strydom bei den U20-Weltmeisterschaften 2018 in Tampere, bei denen sie mit einer Weite von 15,89 m den fünften Platz belegte. Anschließend gewann sie bei den Afrikameisterschaften in Asaba mit 15,99 m die Bronzemedaille hinter ihrer Landsfrau Ischke Senekal und Jessica Inchude aus Guinea-Bissau. Im Jahr darauf belegte sie bei den Juniorenafrikameisterschaften in Abidjan mit 43,28 m den fünften Platz im Diskuswurf und bei den Afrikaspielen in Rabat gewann sie mit 14,64 m die Bronzemedaille hinter der Nigerianerin Oyesade  Olatoye und Landsfrau Senekal.

## Persönliche Bestleistungen
- Kugelstoßen: 16,08 m, 15. März 2018 in Pretoria
- Diskuswurf: 45,59 m, 4. November 2016 in Paarl